# Inga martinicensis
Inga martinicensis é uma espécie vegetal da família Fabaceae.
Apenas pode ser encontrada em Martinica.